# Atentado del Colegio Secundario de Santa Fe
El atentado del Colegio Secundario de Santa Fe se refiere al incendio provocado el 30 de agosto de 2023 en un colegio rural del distrito de Emilio San Martín (provincia de Requena), al noreste de la región peruana de Loreto. Los atacantes eran simpatizantes del pensamiento Gonzalo.

## Descripción
Los hechos se desarrollaron en la comunidad Santa Fe, dentro del distrito de Emilio San Martín, una zona pobre de la provincia de Requena en Loreto. En un principio diario regionales de Loreto apuntaron a que los autores del incendio fueron los propios padres de familia por la inasistencia continúa de algunos docentes, saliendo la Gerencia Regional de Educación a descartar esas acusaciones, estos impases se estarían dando porque 36 profesores enviados a Requena estarían laborando con títulos falsos, lo que provocó la indignación de los padres de los estudiantes de los distritos de dicha provincia, incluido Emilio San Martín.
A inicios de septiembre se descubrió una posible célula durmiente de seguidores del pensamiento Gonzalo, dicho organismo estaría conformado por los autores del incendio, éstos individuos tenían previsto crear una oleada de ataques contra las autoridades locales mediante el uso del terrorismo, siendo el colegio secundario Alberto Vílchez Martínez el primer objetivo para llamar la atención mediática que requerían.
De los atacantes, fue elegido Jorge Tamani Silva, de 19 años y cursando en ese mismo lugar el 4 grado de secundaria, para que sea el responsable de prender fuego el centro de estudios, a su vez que realizaba carteles alusivos a Abimael Guzmán, Sendero Luminoso, la guerra popular de los años 80-90 y mencionar futuras ejecuciones de docentes y autoridades.
Una vez incendiado el recinto Tamani intentó escapar, pero fue capturado por la población de Santa Fe y entregado a la Policía Nacional del Perú (PNP).

## Posteriormente
La PNP expresó que los atacantes son siete, conociendo solo la identidad de Jorge Tamani, quien no quiso delatar los nombres o ubicación de sus otros compañeros. El padre del joven dijo que los otros atacantes «captaron» a su hijo aprovechándose de que Tamani sufría de problemas psicológicos.
Rocío del Águila, asesora legal de la Unidad de Gestión Educativa Local de Requena, dijo lo siguiente:

Tengo entendido que él ha declarado que son un grupo que han sido captados por un grupo terrorista. Lo que les han dicho es que fomenten el terror en todas las comunidades
.

La Fiscalía del Perú abrió una investigación por apología del terrorismo al atacante, quien fue trasladado a Iquitos el mismo día del atentado.